# アメリカ口腔顔面痛学会
アメリカ口腔顔面痛学会（アメリカこうくうがんめんつうがっかい、American Academy of Orofacial Pain）は、口腔顔面痛を中心とした学問を取り扱う専門学術団体の一つである。

## 概要
1975年にThe American Academy of Craniomandibular Orthopedicとして設立、1981年にThe American Academy of Craniomandibular Disordrs、1992年にAmerican Academy of Orofacial Painに名称変更を行った。Asian Academy of Craniomandibular disorders 、Australian Academy of Craniomandibular disorders 、European Academy of Craniomandibular Disorders、Ibero-Latin Academies of Craniomandibular Disordersと密接な関係を持つ、口腔顔面痛の分野で国際的に知られる学会である。

## 本部
- 174 S. New York Ave. POB 478 Oceanville, NJ 08231 UNITED STATES

## 学会誌
- Journal of orofacial pain ISSN 1064-6655
アメリカ口腔顔面痛学会とEuropean Academy of Craniomandibular Disordersが出版しているアメリカ口腔顔面痛学会、ヨーロッパ、オーストラリア、アジア、南米の Academies of Craniomandibular Disordersの公式雑誌である[4]。IF : 1.26[4]

## 認定医制度
- アメリカ口腔顔面痛学会認定医